# (845) Naëma
(845) Naëma – planetoida z pasa głównego asteroid okrążająca Słońce w ciągu 5 lat i 16 dni w średniej odległości 2,94 au. Została odkryta 16 listopada 1916 roku w Landessternwarte Heidelberg-Königstuhl w Heidelbergu przez Maxa Wolfa. Pochodzenie nazwy nie jest znane. Przed nadaniem nazwy planetoida nosiła oznaczenie tymczasowe (845) 1916 AS.